# Ceratomerus victoriae
Ceratomerus victoriae är en tvåvingeart som beskrevs av Sinclair 2003. Ceratomerus victoriae ingår i släktet Ceratomerus och familjen Brachystomatidae. Inga underarter finns listade i Catalogue of Life.